# Münster (Hessen)
Münster (Hessen) (im lokalen Dialekt: Minsder) ist eine Gemeinde im südhessischen Landkreis Darmstadt-Dieburg.

## Geografie

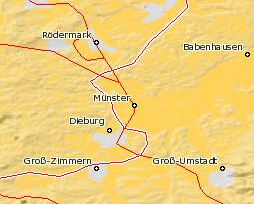
Umgebungskarte

### Gemeindegliederung
Die Gemeinde Münster besteht aus drei Ortsteilen: Münster selbst hat ungefähr 12.000 Einwohner. Östlich davon liegt das am 31. Dezember 1971 eingemeindete Altheim mit etwa 2600 Einwohnern, und im Nordwesten liegt der junge, im Juli 1997 gegründete Ortsteil Breitefeld mit circa 400 Einwohnern.

### Nachbargemeinden
Im Norden von Münster liegt die Gemeinde Eppertshausen, im Osten die Stadt Babenhausen, im Süden liegen die Städte Groß-Umstadt und Dieburg, sowie im Westen die Gemeinde Messel.

## Geschichte

### Mittelalter
Der Name Münster deutet auf eine Gründung in der fränkischen bzw. karolingischen Zeit hin. In alten Urkunden wird von Monster, Munster oder Monstere gesprochen. Der Begriff „Münster“ deutet auf das lateinische monasterium hin, was so viel wie Klosterkirche oder „zum Kloster gehörig“ bedeutet.
In einer Schenkungsurkunde aus dem Jahre 782 n. Chr. an das Kloster Lorsch spricht eine Äbtissin Aba von einem Besitz „ad gaspenze“ (am Fluss Gersprenz). Dieser Besitz gehört zu einem Kloster Neuenhof, das im Rheingau in der Gemarkung Raodora (Roden, Ober- und Nieder-Roden) am Fluss 'Rohada' (Rodau) liegt und das sie mit allen zugehörigen Besitzungen dem Kloster Lorsch schenkt. Möglicherweise war Münster dieser Besitz an der Gersprenz.
In einer Urkunde aus dem Jahre 1254 wird Münster erstmals erwähnt. Zugleich wird immer wieder ein kleiner Ort, Werlach, genannt, der in der Nähe der Werlacher Mühle (heutiges landwirtschaftliches Anwesen Ries) lag und um 1489 nicht mehr vorhanden war, denn in einer Urkunde nach dieser Zeit wird Werlach als „das verheerte Dorf“ bezeichnet.
In den historischen Dokumenten ist der Ort im Laufe der Jahrhunderte unter wechselnden Ortsnamen belegt. Als Monstre (1189–1220), als Munstre (um 1290), als Munster (1294), als Menstere (1325), als Monster (1361), als Munster (1423), als Münßter (1629) und ab 1687 als Münster. Zum 28. März 2017 wurde der Name der Gemeinde von Münster (bei Dieburg) zu Münster (Hessen) geändert.
Im Zuge von Erbstreitigkeiten kam Münster 1304 zu 5/6 an den Grafen Falkenstein und zu 1/6 an die Grafen von Hanau. Als im Jahre 1418 mit Werner II. von Falkenstein dieses Geschlecht im männlichen Stamm ausstarb, wechselten die Herrschaftsverhältnisse in Münster erneut. Im Mai 1419 wurde das Falkenstein’sche Erbe unter den drei Schwestern des letzten Falkensteiners aufgeteilt.
Münster und Werlach kamen an die Solmser Linie und durch Erbfolge teils an die verwitwete Gräfin Anna von Sayn und teils an den Grafen von Ysenburg. Ab 1486 hatten die Grafen Dieter von Ysenburg 5/6 von Münster und Werlach im Besitz. In dieser Urkunde wird Werlach zum letzten Mal erwähnt.

### Neuzeit
Das verbliebene Sechstel von Münster und Werlach, das wiederum durch Erbfolge an die Grafen von Hanau-Lichtenberg kam, wurde durch Tausch im Jahre 1684 an Kurmainz abgetreten. Mainz tauschte im Jahre 1706 diesen Teil von Münster an Ysenburg, das nun im gesamten Besitz von Münster war. Da sich Fürst Carl von Ysenburg mit Napoleon I. verbündet hatte, musste er nach dessen Niederlage mit Folgen rechnen. Er flüchtete in die Schweiz und konnte nicht verhindern, dass sein Fürstentum 1815 an Kaiser Franz I. von Österreich und infolge des am 30. Juni 1816 mit Österreich und Preußen geschlossenen Staatsvertrages zum Großherzogtum Hessen kam.
Bei der Verwaltungs- und Justizreform 1821 kam Münster zum Landratsbezirk Offenbach und zum Landgericht Offenbach. 1853 wechselte es zum Landgericht Umstadt.
Die Statistisch-topographisch-historische Beschreibung des Großherzogthums Hessen berichtet 1829 über Münster:

„Münster (L. Bez. Offenbach) kath. Pfarrdorf; liegt 5 St. von Offenbach zwischen Dieburg und Babenhausen vom Bezirk getrennt auf dem rechten Gersprenzufer und gehört zu den 5 Deputatorten des Grafen von Isenburg-Philippseich. Man zählt 176 Häuser und 1604 Einw., die bis auf 9 Luth. und 77 Juden katholisch sind. Die Einwohner bauen sehr viel Flachs, und führen ihn in Menge aus. Die Kirche wurde 1785 bis auf den Thurm neu gebaut. – Im Jahr 1277 befanden sich Philipp und Werner von Falkenstein im ungetheilten Besitz von Münster, das ursprünglich den Herrn von Münzenberg gehörte. 1304 wurde 1⁄6 an Hanau abgegeben. Die Grafen von Sayn erscheinen 1444 als Besitzer des Falkensteinischen Theils. Im Jahr 1484 kam dieser Theil durch Kauf an Isenburg. Das Hanauische 1⁄6 kam 1684 durch Vergleich an Churmainz, welches 1706 seinen Antheil von Münster und Urberach dem Grafen Philipp von Isenburg gegen Weissenau und Hechtsheim abtrat. Münster kam 1816 unter Hess Hoheit.“

Während der Novemberpogrome 1938 wurden fast alle von Juden bewohnten Häuser geplündert und demoliert. Kurz danach verließen die meisten jüdischen Einwohner den Ort. An der ehemaligen Mädchenschule an der Frankfurter Straße erinnert seit 1997 eine Tafel namentlich an die jüdischen Opfer aus Münster, außerdem wurden zur Erinnerung Stolpersteine verlegt.
Am 30. Juni 2019 kam es im Waldgebiet der ehemaligen Muna zu einem Waldbrand, der über mehrere Tage andauerte und etwa 8 Hektar Wald vernichtete. Neben der Feuerwehr vor Ort und des Landkreises kamen unter anderem auch Einheiten aus Nachbarlandkreisen sowie der Flughafenfeuerwehr Frankfurt zum Einsatz. Erschwert wurden die Löscharbeiten durch die Munitionsbelastung der Böden, die zu Explosionen führten und ein Betreten mancher betroffenen Waldgebiete durch Feuerwehrleute unmöglich machte. Hier kamen auch Löschroboter zum Einsatz.
Am 13. August 2022 kam es dort während der Dürre und Hitze in Europa 2022 erneut zu einem Waldbrand, der sich aufgrund des ausgetrockneten Bodens schnell auf eine Fläche von 25 ha ausdehnte. Bis zu der Eindämmung des Brandes nach gut einem Tag waren mehr als 2000 Feuerwehrleute aus Hessen, Bayern und Rheinland-Pfalz sowie mehrere Hubschrauber von Polizei und Bundeswehr im Einsatz. Auch hier schränkten die Munitionsreste im Boden, die während des Brandes teils explodierten, die Brandbekämpfung erheblich ein. Die Löscharbeiten dauerten ca. sechs Tage. Insgesamt brannten ca. 34 Hektar. Bei den Löscharbeiten kamen insgesamt ca. 4500 Einsatzkräfte, 615 Fahrzeuge und drei Hubschrauber zum Einsatz, die etwa 450.000 Liter Wasser nutzten.

### Hessische Gebietsreform
Im Zuge der Gebietsreform in Hessen wurde die bis dahin selbständige Gemeinde Altheim auf freiwilliger Basis zum 31. Dezember 1971 in die Gemeinde Münster eingemeindet. Seit Juli 1997 wird auch die Siedlung Breitefeld auf dem ehemaligen Militärgelände als Ortsteil geführt. Ortsbezirke nach der Hessischen Gemeindeordnung wurden nicht errichtet.

### Verwaltungsgeschichte im Überblick
Die folgende Liste zeigt die Staaten und Verwaltungseinheiten, denen Münster angehört(e):
- 1556: Grafschaft Isenburg-Ronneburg, Amt Langen (Isenburgischer Anteil)
- ab 1787: Heiliges Römisches Reich, Fürstentum Isenburg-Birstein, Anteil an der oberen Grafschaft Isenburg, Oberamt Offenbach, Amt Dreieich (Deputatort des Grafen zu Isenburg-Philippseich)
- ab 1806: Fürstentum Isenburg,[Anm. 2] Oberamt Offenbach, Amt Dreieich
- ab 1813: Generalgouvernement Frankfurt,[Anm. 3] Oberamt Offenbach, Amt Dreieich
- ab 1815: Kaisertum Österreich,[Anm. 4] Oberamt Offenbach, Amt Dreieich
- ab 1816: Großherzogtum Hessen (Souveränitätslande),[Anm. 5] Provinz Starkenburg, Oberamt Offenbach, Amt Dreieich (zur Standesherrschaft Isenburg gehörig)
- ab 1823: Großherzogtum Hessen, Provinz Starkenburg, Landratsbezirk Offenbach[Anm. 6]
- ab 1832: Großherzogtum Hessen, Provinz Starkenburg, Kreis Offenbach
- ab 1848: Großherzogtum Hessen, Regierungsbezirk Dieburg
- ab 1852: Großherzogtum Hessen, Provinz Starkenburg, Kreis Dieburg
- ab 1871: Deutsches Reich, Großherzogtum Hessen, Provinz Starkenburg, Kreis Dieburg
- ab 1918: Deutsches Reich, Volksstaat Hessen,[Anm. 7] Provinz Starkenburg, Kreis Dieburg
- ab 1938: Deutsches Reich, Volksstaat Hessen, Landkreis Dieburg[16][Anm. 8]
- ab 1945: Deutsches Reich, Amerikanische Besatzungszone,[Anm. 9] Groß-Hessen, Regierungsbezirk Darmstadt, Landkreis Dieburg
- ab 1946: Deutsches Reich, Amerikanische Besatzungszone, Hessen, Regierungsbezirk Darmstadt, Landkreis Dieburg
- ab 1949: Bundesrepublik Deutschland, Hessen, Regierungsbezirk Darmstadt, Landkreis Dieburg
- ab 1977: Bundesrepublik Deutschland, Hessen, Regierungsbezirk Darmstadt, Landkreis Darmstadt-Dieburg

### Gerichte
Die zuständige Gerichtsbarkeit der ersten Instanz war:
- 1629: Zentgericht: Dieburg
- 1706: gelangt die Obrigkeit an die Grafen von Hanau
- ab 1820: standesherrliches Amt Dreieich
- ab 1823: Landgericht Offenbach
- ab 1853: Landgericht Umstadt
- ab 1879: Amtsgericht Groß-Umstadt
- ab 1905: Amtsgericht Dieburg

## Bevölkerung

### Einwohnerstruktur 2011
Nach den Erhebungen des Zensus 2011 lebten am Stichtag, dem 9. Mai 2011, in Münster 14.071 Einwohner. Darunter waren 1506 (10,7 %) Ausländer, von denen 737 aus dem EU-Ausland, 606 aus anderen europäischen Ländern und 163 aus anderen Staaten kamen. Von den deutschen Einwohnern hatten 14,2 % einen Migrationshintergrund. Nach dem Lebensalter waren  2409 Einwohner unter 18 Jahren, 6234 waren zwischen 18 und 49, 2991 zwischen 50 und 64 und 2436 Einwohner waren älter. Die Einwohner lebten in 5809 Haushalten. Davon waren 1687 Singlehaushalte, 1662 Paare ohne Kinder und 1840 Paare mit Kindern, sowie 488 Alleinerziehende und 132 Wohngemeinschaften. In  1101 Haushalten lebten ausschließlich Senioren/-innen und in 4086 Haushaltungen leben keine Senioren/-innen.

### Einwohnerentwicklung
| • 1829: | 1604 Einwohner, 176 Häuser |
| • 1867: | 1862 Einwohner, 294 Häuser |

| Münster: Einwohnerzahlen von 1829 bis 2020 | Münster: Einwohnerzahlen von 1829 bis 2020 | Münster: Einwohnerzahlen von 1829 bis 2020 | Münster: Einwohnerzahlen von 1829 bis 2020 | Münster: Einwohnerzahlen von 1829 bis 2020 |
| --- | ------------------------------------------ | ------------------------------------------ | ------------------------------------------ | ------------------------------------------ |
| Jahr |                                            |                                            |                                            | Einwohner                                  |
| 1829 | 1829                                       |                                            | 1.604                                      | 1.604                                      |
| 1834 | 1834                                       |                                            | 1.655                                      | 1.655                                      |
| 1840 | 1840                                       |                                            | 1.939                                      | 1.939                                      |
| 1846 | 1846                                       |                                            | 1.997                                      | 1.997                                      |
| 1852 | 1852                                       |                                            | 1.913                                      | 1.913                                      |
| 1858 | 1858                                       |                                            | 1.827                                      | 1.827                                      |
| 1864 | 1864                                       |                                            | 1.864                                      | 1.864                                      |
| 1871 | 1871                                       |                                            | 1.859                                      | 1.859                                      |
| 1875 | 1875                                       |                                            | 1.963                                      | 1.963                                      |
| 1885 | 1885                                       |                                            | 2.028                                      | 2.028                                      |
| 1895 | 1895                                       |                                            | 2.200                                      | 2.200                                      |
| 1905 | 1905                                       |                                            | 2.580                                      | 2.580                                      |
| 1910 | 1910                                       |                                            | 2.809                                      | 2.809                                      |
| 1925 | 1925                                       |                                            | 3.346                                      | 3.346                                      |
| 1939 | 1939                                       |                                            | 3.808                                      | 3.808                                      |
| 1946 | 1946                                       |                                            | 4.266                                      | 4.266                                      |
| 1950 | 1950                                       |                                            | 5.144                                      | 5.144                                      |
| 1956 | 1956                                       |                                            | 5.297                                      | 5.297                                      |
| 1961 | 1961                                       |                                            | 5.830                                      | 5.830                                      |
| 1967 | 1967                                       |                                            | 6.846                                      | 6.846                                      |
| 1970 | 1970                                       |                                            | 7.605                                      | 7.605                                      |
| 1972 | 1972                                       |                                            | 9.575                                      | 9.575                                      |
| 1975 | 1975                                       |                                            | 10.376                                     | 10.376                                     |
| 1980 | 1980                                       |                                            | 11.034                                     | 11.034                                     |
| 1985 | 1985                                       |                                            | 11.295                                     | 11.295                                     |
| 1990 | 1990                                       |                                            | 12.033                                     | 12.033                                     |
| 1995 | 1995                                       |                                            | 13.113                                     | 13.113                                     |
| 2000 | 2000                                       |                                            | 13.702                                     | 13.702                                     |
| 2005 | 2005                                       |                                            | 14.049                                     | 14.049                                     |
| 2010 | 2010                                       |                                            | 14.201                                     | 14.201                                     |
| 2011 | 2011                                       |                                            | 14.071                                     | 14.071                                     |
| 2015 | 2015                                       |                                            | 14.076                                     | 14.076                                     |
| 2020 | 2020                                       |                                            | 14.450                                     | 14.450                                     |
| Datenquelle: Historisches Gemeindeverzeichnis für Hessen: Die Bevölkerung der Gemeinden 1834 bis 1967. Wiesbaden: Hessisches Statistisches Landesamt, 1968. Weitere Quellen: LAGIS:; 1972:; Hessisches Statistisches Informationssystem; Zensus 2011 Ab 1971 einschließlich der im Zuge der Gebietsreform in Hessen eingegliederten Orte. |                                            |                                            |                                            |                                            |

### Historische Religionszugehörigkeit
| • 1829: | 9 lutheranische (= 0,56 %), 77 jüdische (= 4,80 %) und 1518 katholische (= 94,64 %) Einwohner |
| • 1961: | 594 evangelische (= 10,19 %), 5149 katholische (= 88,32 %) Einwohner |
| • 2011: | Gemäß der Volkszählung 2011 waren 23,9 % der Einwohner evangelisch, 40,6 % römisch-katholisch und 35,6 % waren konfessionslos, gehörten einer anderen Religionsgemeinschaft an oder machten keine Angabe. |
| • 2020: | 5183 katholische (= 34,2 %), 3063 evangelische (=20,2 %) und 6895 sonstige (= 45,5 %) Einwohner |

### Erwerbstätigkeit
Die Gemeinde im Vergleich mit Landkreis, Regierungsbezirk Darmstadt und Hessen:
|                                                   | Jahr | Gemeinde | Landkreis | Regierungsbezirk | Hessen    |
| ------------------------------------------------- | ---- | -------- | --------- | ---------------- | --------- |
| Sozialversicherungspflichtig Beschäftigte         | 2017 | 1704     | 74.525    | 1.695.567        | 2.524.156 |
| Veränderung zu                                    | 2000 | +41,5 %  | +21,1 %   | +16,1 %          | +16,0 %   |
| davon Vollzeit                                    | 2017 | 59,4 %   | 68,3 %    | 72,8 %           | 71,8 %    |
| davon Teilzeit                                    | 2017 | 40,6 %   | 31,7 %    | 27,2 %           | 28,2 %    |
| Ausschließlich geringfügig entlohnte Beschäftigte | 2017 | 476      | 15.305    | 224.267          | 372.991   |
| Veränderung zu                                    | 2000 | +2,4 %   | +14,4 %   | +9,0 %           | +8,8 %    |

| Branche                         | Jahr | Gemeinde | Landkreis | Regierungsbezirk | Hessen |
| ------------------------------- | ---- | -------- | --------- | ---------------- | ------ |
| Produzierendes Gewerbe          | 2000 | 34,3 %   | 41,1 %    | 27,0 %           | 30,6 % |
|                                 | 2017 | 22,8 %   | 31,3 %    | 20,4 %           | 24,3 % |
| Handel, Gastgewerbe und Verkehr | 2000 | 28,2 %   | 26,1 %    | 26,4 %           | 25,1 % |
|                                 | 2017 | 30,3 %   | 26,8 %    | 24,7 %           | 23,8 % |
| Unternehmensdienstleistungen    | 2000 | 16,3 %   | 11,6 %    | 25,1 %           | 20,2 % |
|                                 | 2017 | 14,7 %   | 17,1 %    | 31,6 %           | 26,1 % |
| Sonstige Dienstleistungen       | 2000 | 19,5 %   | 18,8 %    | 20,1 %           | 22,5 % |
|                                 | 2017 | 32,2 %   | 23,6 %    | 23,0 %           | 25,4 % |
| Sonstiges (bzw. ohne Zuordnung) | 2000 | 01,7 %   | 02,4 %    | 01,4 %           | 01,5 % |
|                                 | 2017 | 00,8 %   | 01,1 %    | 00,0 %           | 00,4 % |

## Politik

### Gemeindevertretung
Die Kommunalwahl am 14. März 2021 lieferte folgendes Ergebnis, in Vergleich gesetzt zu früheren Kommunalwahlen:
| Stadtverordnetenversammlung – Kommunalwahlen 2021                                                                                  | Stadtverordnetenversammlung – Kommunalwahlen 2021                         |
| --- | ------------------------------------------------------------------------- |
| Stimmenanteil in %Wahlbeteiligung 52,2 % 50403020100 43,29 (−1,20)27,71 (−11,12)15,93 (−0,75)13,07 (n. k.) CDUSPDALMA/GFDP20162021 | SitzverteilungInsgesamt 37 Sitze - SPD: 10 - ALMA/G: 6 - CDU: 16 - FDP: 5 |

| Parteien und Wählergemeinschaften | Parteien und Wählergemeinschaften                                    | % 2021 | Sitze 2021 | % 2016 | Sitze 2016 | % 2011 | Sitze 2011 | % 2006 | Sitze 2006 | % 2001 | Sitze 2001 |
| CDU                               | Christlich Demokratische Union Deutschlands                          | 43,3   | 16         | 44,5   | 17         | 51,9   | 19         | 57,0   | 21         | 54,8   | 20         |
| SPD                               | Sozialdemokratische Partei Deutschlands                              | 27,7   | 10         | 38,8   | 14         | 33,5   | 13         | 32,5   | 12         | 35,3   | 13         |
| ALMA                              | Alternative Liste Münster und Altheim 2021 mit Bündnis 90/Die Grünen | 15,9   | 6          | 16,7   | 6          | 14,6   | 5          | 10,6   | 4          | —      | —          |
| GRÜNE                             | Bündnis 90/Die Grünen                                                | –      | –          | —      | —          | —      | —          | —      | —          | 9,9    | 4          |
| FDP                               | Freie Demokratische Partei                                           | 13,1   | 5          | –      | –          | –      | –          | –      | –          | —      | —          |
| Gesamt                            | Gesamt                                                               | 100    | 37         | 100    | 37         | 100    | 37         | 100    | 37         | 100    | 37         |
| Wahlbeteiligung in %              | Wahlbeteiligung in %                                                 | 52,2   | 52,2       | 46,9   | 46,9       | 43,6   | 43,6       | 43,0   | 43,0       | 51,8   | 51,8       |

### Bürgermeister
Nach der hessischen Kommunalverfassung wird der Bürgermeister für eine sechsjährige Amtszeit gewählt, seit dem Jahr 1993 in einer Direktwahl, und ist Vorsitzender des Gemeindevorstands, dem in der Gemeinde Münster neben dem Bürgermeister ehrenamtlich ein Erster Beigeordneter und vier weitere Beigeordnete angehören. Bürgermeister ist seit dem 5. Oktober 2020 der parteiunabhängige Joachim Schledt. Er setzte sich am 26. April 2020 im ersten Wahlgang gegen Amtsinhaber Gerald Frank (SPD), der sich um eine zweite Amtszeit beworben hatte, bei 62,3 Prozent Wahlbeteiligung mit 56,5 Prozent der Stimmen durch.
Amtszeiten der Bürgermeister
- 2020–2026 Joachim Schledt[32]
- 2014–2020 Gerald Frank (SPD)[33]
- 1996–2014 Walter Blank (CDU)[36]
- 1978–1996 Karl Aloys Grimm (CDU)[37]

### Wappen und Flagge
Wappen

Blasonierung: „Ein geteilter Schild; oben in Silber zwei schwarze Balken, unten in Rot ein silberner (nicht wachsender) Schwan mit goldener Bewehrung.“
Das Wappen wurde der damaligen Gemeinde Münster (bei Dieburg) am 6. September 1956 durch den Hessischen Innenminister genehmigt. Gestaltet wurde es durch den Bad Nauheimer Heraldiker Heinz Ritt.
Es ist eine Kombination aus der Helmzier des Wappens der Grafen von Hanau, einem Schwan und den zwei schwarzen Balken, aus dem Wappen der Grafen von Isenburg. Beide waren frühere Ortsherren von Münster.
Die Gemeinde nutzt Abwandlungen des Wappenbildes seit mindestens 1683 als Gerichtssiegel, in dem Schwan und Balken in geviertem Schild stehen.
Flagge
Am 10. November 1970 wurde der Gemeinde durch den Hessischen Innenminister eine Flagge genehmigt, die wie folgt beschrieben wird:
„In einem von weiß und rot geständerten Flaggentuch das Gemeindewappen.“ 

### Partnergemeinden
Münster ist seit 1971 mit Abtenau in Österreich verschwistert. Nach der Wende kam Reinsdorf im Landkreis Zwickau als zweite Partnergemeinde hinzu.
Seit Mai 2015 gehört auch die italienische Stadt Lastra a Signa in der Toskana zu den Partnerstädten von Münster.

## Sehenswürdigkeiten und Kultur

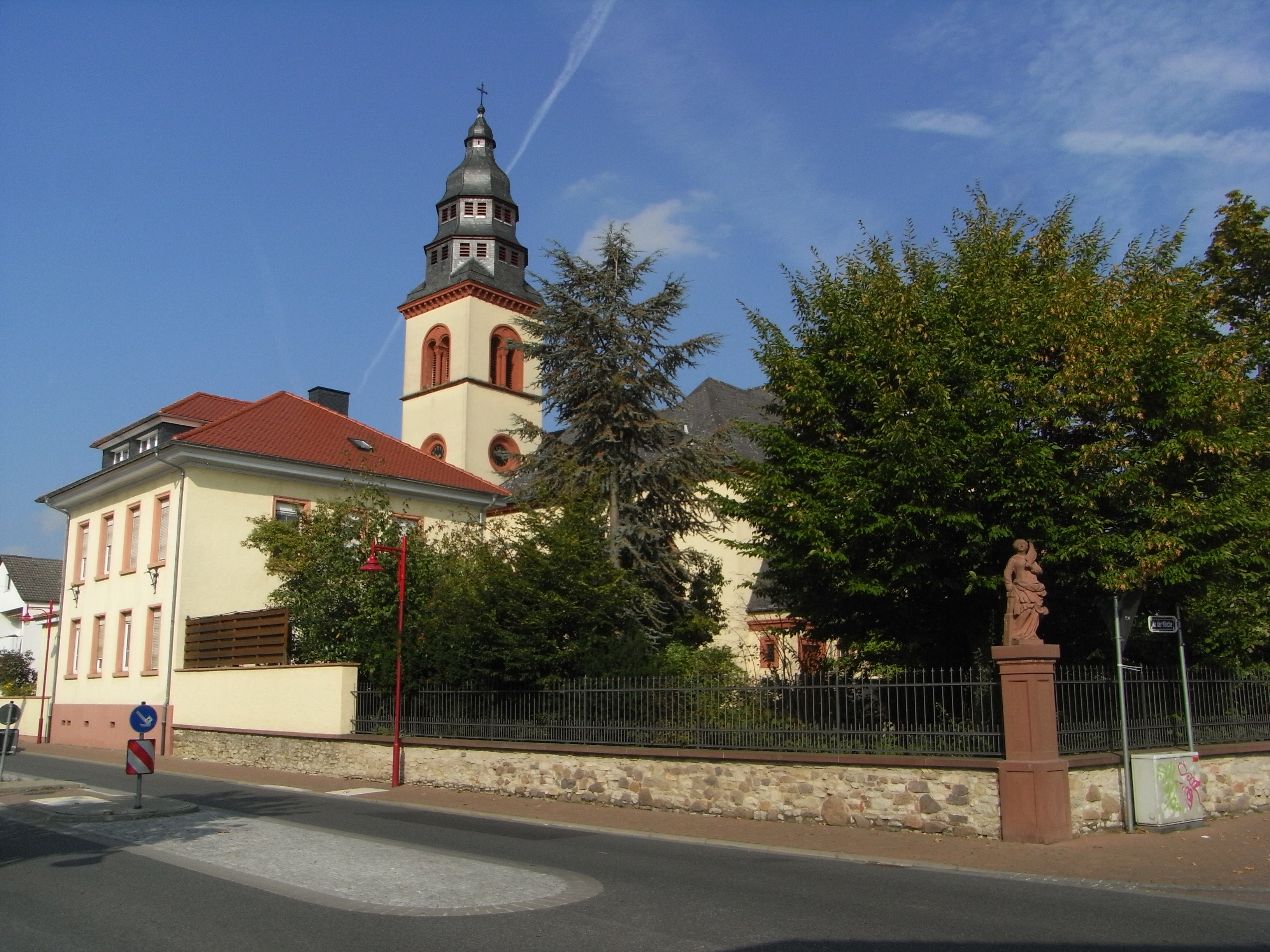
Katholische Pfarrkirche St. Michael

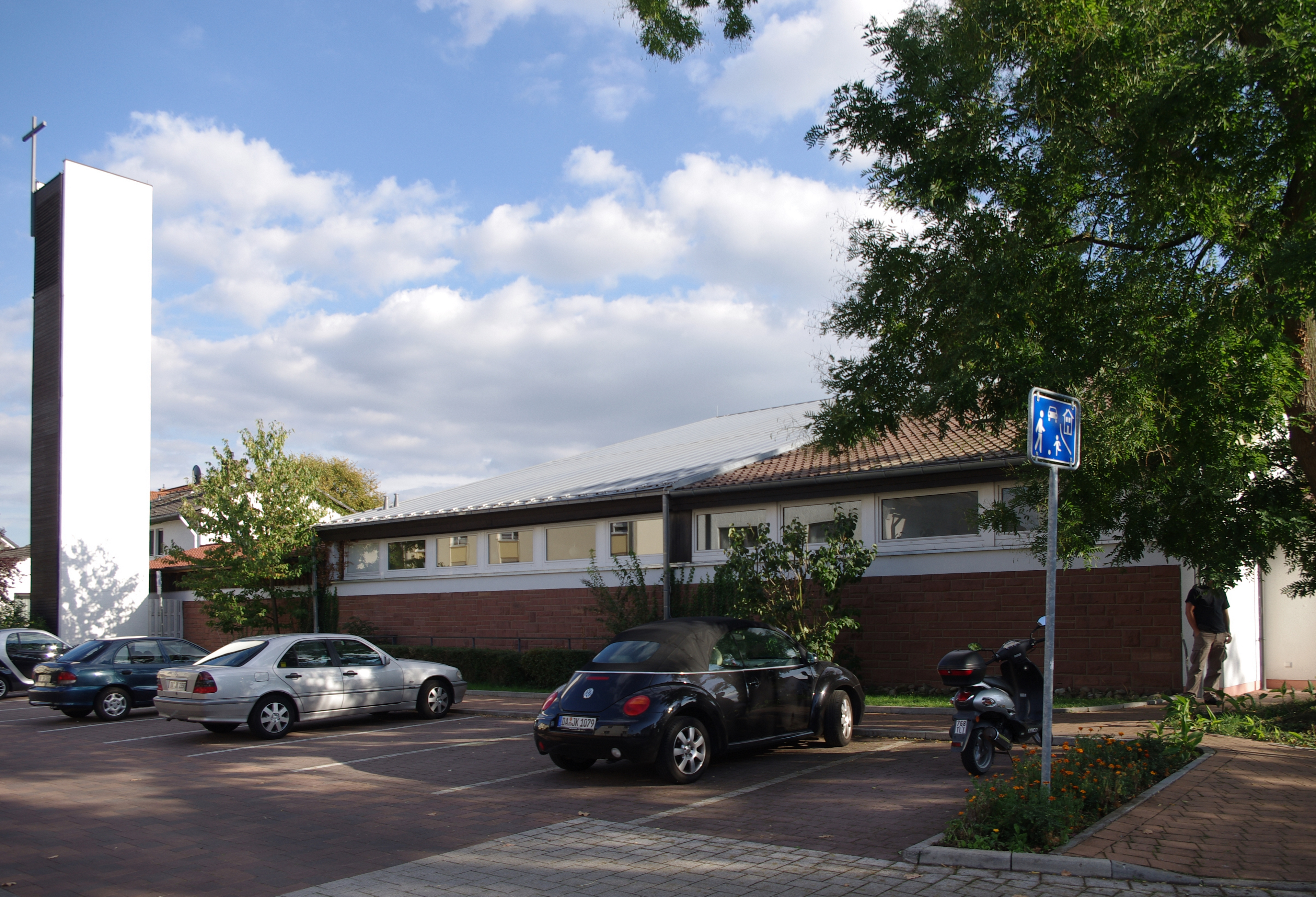
Evangelische Kirche St. Martin

### Regelmäßige Veranstaltungen
- Pfingsten: Summer Begins Party
- September: Kelterfest[42]
- September: Kerb[43]
- November/Dezember: Weihnachts- und Kunsthandwerkermarkt[44]

### Kirchen
- Katholische Kirche St. Michael Münster
- Evangelische Martinskirche Münster
- Evangelische Kirche Altheim (wird auch von Katholiken genutzt)
- Christliche Gemeinde Münster

### Natur und Schutzgebiete
- Naturschutzgebiet „Faulbruch von Münster“
- Naturschutzgebiet „Auf dem Sand zwischen Hergershausen und Altheim“
- Natura 2000-Gebiete „Untere Gersprenz“ (FFH-Gebiet 6019-303) und „Untere Gersprenzaue“ (EU-Vogelschutzgebiet 6119-401).

## Wirtschaft und Infrastruktur

### Flächennutzung
Das Gemeindegebiet umfasst eine Gesamtfläche von 2077 Hektar, davon entfallen in ha auf:
| Nutzungsart             | Nutzungsart             | 2011 | 2015 |
| ----------------------- | ----------------------- | ---- | ---- |
| Gebäude- und Freifläche | Gebäude- und Freifläche | 254  | 253  |
| davon                   | Wohnen                  | 192  | 192  |
|                         | Gewerbe                 | 11   | 11   |
| Betriebsfläche          | Betriebsfläche          | 12   | 13   |
| davon                   | Abbauland               | 0    | 0    |
| Erholungsfläche         | Erholungsfläche         | 30   | 30   |
| davon                   | Grünanlage              | 22   | 22   |
| Verkehrsfläche          | Verkehrsfläche          | 149  | 150  |
| Landwirtschaftsfläche   | Landwirtschaftsfläche   | 736  | 729  |
| davon                   | Moor                    | 0    | 0    |
|                         | Heide                   | 0    | 0    |
| Waldfläche              | Waldfläche              | 862  | 863  |
| Wasserfläche            | Wasserfläche            | 30   | 36   |
| Sonstige Nutzung        | Sonstige Nutzung        | 4    | 4    |

### Bildung
Münster verfügt über zwei Grundschulen (John F. Kennedy Schule und Regenbogenschule Altheim) und eine kooperative Gesamtschule (Schule auf der Aue) mit Hauptschul-, Realschul- und gymnasialem Zweig (bis Klasse 10). Darüber hinaus gibt es neun Kindertagesstätten.

### Verkehr
Münster (Hessen) liegt an der Rodgaubahn (Frankfurt–Dreieich–Buchschlag–Rödermark/Ober-Roden–Dieburg).
Zudem verkehren ab Münster die Buslinien 679, 674 in Richtung Rödermark, Dieburg, Reinheim und die Buslinien 684 und 674 (über Dieburg) nach Darmstadt.
Der Ortsteil Altheim ist durch die Main-Rhein-Bahn an die Städte Darmstadt, Mainz, Wiesbaden und Aschaffenburg angeschlossen.
Münster ist mit zwei Auffahrten an die als Schnellstraße ausgebaute B 45 angeschlossen, Altheim mit einer Auffahrt an die B 26.

## Persönlichkeiten
- Wilhelm Christian Tillmann Stahl (1793–1841), Jurist und einer der führenden Köpfe der Volksbewegung der Darmstädter Schwarzen
- Manuela Reimann (* 1968), Fernsehdarstellerin und Unternehmerin
- Jörg Roßkopf (* 1969), Tischtennisspieler
- Sascha Lapp (* 1972), Radiojournalist, Autor und Filmschaffender